# مايكل إدواردز (ممثل)
مايكل إدواردز (بالإنجليزية: Michael Edwards)‏ مواليد 24 نوفمبر 1944، هو ممثل أمريكي بدأ مسيرته الفنية سنة 1981.

## الأعمال
- يوم الحساب
- بيفرلي هيلز 90210
- فرايجر

## روابط خارجية
- مايكل إدواردز على موقع IMDb (الإنجليزية)
- مايكل إدواردز على موقع أول موفي (الإنجليزية)
- مايكل إدواردز على موقع قاعدة بيانات الأفلام السويدية (السويدية)
- مايكل إدواردز على موقع قاعدة بيانات الفيلم (الإنجليزية)
- مايكل إدواردز على موقع كينوبويسك (الروسية)